# 1970 في رومانيا
فيما يلي قوائم الأحداث التي وقعت خلال عام 1970 في رومانيا.

## رياضة
- 22 يوليو – دوري الدرجة الأولى الروماني 1969–70 الفائز يو تي أي أراد.

## مواليد

### فبراير
- 1 فبراير – بوغدان تودور منافِس أوليمبي روماني.
- 1 فبراير – نيكو مغنية رومانية.

### مارس
- 17 مارس – فلورين رادوتشويو لاعب كرة قدم روماني.

### أبريل
- 10 أبريل – ليونارد دوروفتي ملاكم روماني.

### مايو
- 14 مايو – تيبور سيليميس لاعب كرة قدم روماني.
- 16 مايو – روبرتو جبالي لاعب كرة مضرب برازيلي.
- 22 مايو – زولتان لونكا

### يونيو
- 18 يونيو – غابرييل بريدا لاعب كرة قدم روماني.

### يوليو
- 11 يوليو – باساراب باندورو لاعب كرة قدم روماني.

## وفيات

### يناير
- 23 يناير – فيرينك مارشال (مواليد 1887) سياسي مجري.

### فبراير
- 24 فبراير – أندريه باربوليسكو (مواليد 1917) لاعب كرة قدم روماني.

### يونيو
- 30 يونيو – شتيفان باربو (مواليد 1908) لاعب كرة قدم روماني.

### يوليو
- 4 يوليو – هيرمان والد (مواليد 1906) نحات جنوب أفريقي.